# Elección para gobernador de Nuevo México de 1990
La elección para gobernador de Nuevo México de 1990 tuvo lugar el 6 de noviembre. 

## Primaria republicana
|  | 55.49 % |

|  | 33.44 % |

|  | 5.78 % |

|  | 5.30 % |

|  | 100 % |

## Primaria demócrata
|  | 52.90 % |

|  | 38.72 % |

|  | 4.93 % |

|  | 3.45 % |

|  | 100 % |

## Resultados
|  | 54.61 % |

|  | 45.16 % |

|  | 100 % |

|  | 65.24 % |